# Tøndergade
Tøndergade er en gade på Vesterbro i København, der går fra Sundevedsgade til Amerikavej. Gaden er en sidegade, der primært er præget af etageejendomme. Nr. 22-24 fra 1896 er opført efter tegninger af Heinrich Hansen. I nr. 14-16 ligger der en kontorbygning, hvor rejsebureauet Albatros Travel holder til.
Oprindeligt hed gaden Lille Frydsvej, da den var en sidegade til Frydsvej (ændret til Sundevedsgade i 1891), der var var opkaldt efter den lokale grundejer og jernstøber (1810-1868). I 1920 blev navnet ændret til Tøndergade efter den sønderjyske købstad Tønder, der det år blev dansk ved Genforeningen. Tøndergade (og Trøjborggade) dannede grænsen mellem Hvide Hests Vænge og Fælleden.